# Glomeridella
Glomeridella es un género de miriápodos gloméridos de la familia Glomeridellidae. Sus 6 especies reconocidas son endémicas del centro-sur de Europa.

## Especies
Se reconocen las siguientes:
- Glomeridella friulana Strasser, 1937
- Glomeridella germanica Verhoeff, 1912
- Glomeridella kervillei (Latzel, 1895)
- Glomeridella larii Verhoeff, 1912
- Glomeridella minima (Latzel, 1884)
- Glomeridella oculodistinctum (Verhoeff, 1893)